# Peppino Manente Comunale
Peppino Manente Comunale (Castellabate, 27 novembre 1922 – 29 ottobre 1983) è stato un politico italiano.

## Biografia
Laureato in giurisprudenza, è avvocato, impegnato in politica con la Democrazia Cristiana. 
Nel 1972 viene eletto al Senato della Repubblica con la DC, confermando il proprio seggio anche alle elezioni del 1976 e del 1979. Dall'agosto di tale anno fino all'aprile 1980 è sottosegretario al Ministero del lavoro e della previdenza sociale nel Governo Cossiga I. Conclude il mandato parlamentare nell'estate 1983.
Muore pochi mesi più tardi, il 29 ottobre 1983, all'età di 60 anni.